# 이상수 (광학자)
이상수(李相洙, 1925년 10월 4일 ~ 2010년 5월 7일)는 대한민국의 물리학자, 광학자이다. 본관은 연안이며, 함경남도 신흥군 출신이다.

## 학력
- 1949년 : 서울대학교 물리학과 학사
- 1956년 : 영국 임페리얼 칼리지 런던(Imperial College, University of London) 물리학 이학석사
- 1959년 : 영국 임페리얼 칼리지 런던 물리학 이학박사

## 주요경력
- 1953년 ~ 1960년 : 이화여자대학교 물리학과 교수
- 1967년 ~ 1970년 : 원자력연구소 소장
- 1967년 ~ 1970년 : 국제 원자력 기구 (IAEA) 한국대표
- 1968년 : 하바드대학교 초빙연구원
- 1970년 ~ 1971년 : 대한민국 원자력청 청장
- 1971년 : 한국과학원 초대 원장[1]
- 1971년 ~ 1991년 : 한국과학원/한국과학기술원 물리학과 교수
- 1981년 ~ 2010년 : 대한민국학술원 회원[2][3]
- 1982년 ~ 1984년 : 한국물리학회 회장
- 1984년 ~ 1987년 : 한국과학기술총연합회 부회장
- 1987년 : 일본 이화학연구소 (RIKEN) 초빙연구원
- 1989년 : 원격탐사학회 회장
- 1989년 ~ 1991년 : 한국과학기술원(KAIST) 6대 원장[1]
- 1989년 ~ 1993년 : 한국광학회(OSK) 초대회장
- 1991년 ~ : 한국과학기술원 명예교수
- 1992년 : UN대학 이사
- 1993년 ~ 1999년 : 국제광기구(International Commission for Optics) 부회장
- 1994년 : 한국과학기술한림원(KAST) 창립이사 및 부회장
- 1995년 : 미국광학회(OSA) 펠로우
- 1997년 : 국제광공학회 (SPIE) 펠로우
- 2019년 : 대한민국 과학기술유공자 선정[4]

## 저서 및 번역서

### 저서
- 이상수, 파동과학, 교학연구사 (1983)
- 이상수, 레이저광학, 교학연구사 (1984)
- 이상수, 기하광학, 교학연구사 (1985)
- 이상수, 양자광학, 민음사 (1988) (대우재단 대학학술총서 자연과학 55)
- 이상수, 레이저 스펙클과 홀로그래피, 교학연구사 (1988)

### 번역서
- Winston E. Kock 지음, 이상수 옮김, 1974. 레이저와 홀러그러피 - 간섭성 광학서설, 현대과학신서 48, 전파과학사. ISBN(13) : 9788970443485
- J.M.캐럴 지음, 이상수 옮김, 1976. 레이저 이야기, 현대과학신서 41, 전파과학사. ISBN(13) : 9788970443416

## 생애 및 업적

### 광학과 광기술 분야 첨단 연구와 과학 교육, 과학 행정
신명 이상수 교수는 1925년 함경남도 신흥군에서 태어난 그는 함흥상업고등학교를 거쳐 1949년 서울대학교 물리학과를 졸업했고 같은 대학원에서 1년 공부했다. 1953년 영국 문화원의 장학생으로 선발되어 임페리얼 칼리지 런던에 진학했고 1959년에 광학박막 연구로 박사학위를 받았다. 그는 임페리얼 칼리지의 첫번째 한국인 박사학위 수여자였고, 당시에는 외국에서 물리학, 그것도 실험물리학 분야에서 박사학위를 받은 한국인은 매우 드물었다. 1960년대 이후 국내 최초 레이저 개발을 비롯하여 대한민국 광학과 광기술 분야 발전을 위한 기틀을 다지는 첨단 연구와 교육을 하였고, 한국의 주요 과학기관의 설립과 운영에 참여하여 과학 행정 분야에서도 큰 자취를 남겼다.

### 대한민국레이저연구분야를 최초로 개척[5]
1959년에 설립된 원자력연구소에서 원자로 관련 물리학 연구를 사실상 기초부터 조직했다. 한국 최초의 연구용 원자로 '트리가(TRIGA)-II'가 1962년 가동을 시작함에 따라, 그의 지휘 아래 원자로 재료의 중성자 흡수단면적 측정 연구, 열중성자 회절 및 산란 연구, 핵분광학 연구 등의 연구가 수행되었다. 1964년부터 원자력연구소에서 레이저 연구를 시작했다. 설립 당시 이 연구소는 사실상 국내 유일의 과학기술 연구소였기 때문에, 원자력 분야에 국한되지 않고 레이저 연구까지 이뤄졌다. 1960년에 개발된 레이저는 금속절단, 미세가공, 거리측정 등 다양한 활용도 때문에 세계의 과학자들의 관심사였다. 정보, 장비, 연구비 등 모든 것이 부족한 환경이었지만 그의 연구팀은 1967년에 한국에서는 처음으로 헬륨-네온 레이저 빔을 추출하는 데 성공했다. 이는 이후 다양한 고성능 레이저 개발의 신호탄이 되었다. 1967년부터는 원자력 연구소장, 1970년부터는 원자력청장의 소임을 맡아 트리가(TRIGA)-II 출력 증강, 트리가(TRIGA)-III 수주 및 건설 등을 주관하면서 한국 원자력 연구의 기틀을 잡는 데 큰 역할을 했다.

### 최첨단광학연구 성과
레이저를 넘어서는 광학 연구가 본격 이루어진 것은 그가 신설 한국과학원(후에 한국과학기술원으로 개편)으로 옮기면서 부터였다. 한국과학원은 국내 최초의 이공계 전문대학원이었다. 초대 원장으로 우수 교수와 학생들이 모여 안정적으로 연구에 몰두할 수 있도록 환경을 만드는 일에 온 힘을 쏟았다. 그 결과 전액 장학금과 기숙사 제공, 병역 혜택 등 당시로서는 파격적인 조건이 가능했다. 원장의 소임을 마친 후에는 교수로서 1991년 정년퇴임할 때까지 연구와 교육에 몰두했다.
파동광학, 레이저광학, 기하광학, 광정보처리 및 광 통신, 비선형 광학, 광산란 및 분광학 등 광학 전반에 걸친 연구가 펼쳐졌는데, 대표적으로 '금속박막과 유기체박막으로 구성된 고율 반사경과 간섭계 연구', '카메라와 복사기를 위한 렌즈 개발 연구', '반도체 생산을 위한 석판 인쇄용 광학시스템 개발 연구', '광섬유를 통한 광학상의 전송 특성에 대한 연구' 등이 있다. 특히 1980년대 한국의 광산업이 성장함에 따라 1989년에는 광학의 산업적 연구를 위해 전기전자, 화학, 기계 등 관련분야 연구자들이 참여하는 한국광학회의 창립을 주도했다. 1996년 레이저 및 광전자 환태평양 국제회의가 서울에서 개최될 때 한국 광산업 기업들의 제품전시회를 병행 개최한 것도 산학협력을 중시하는 그의 지론에 바탕한 것이었다.

### 후진 양성과 국제적 학술 활동
기초연구 못지않게 인류의 삶을 향상시킬 수 있는 응용연구를 강조한 연구 정신은 그가 길러낸 107명의 석사와 48명의 박사들에게 이어졌다. 이들은 대학, 기업, 공공연구소 등으로 퍼져나가 스승 이상수 박사와 함께 한국의 광산업 발전을 이끌었고 광학 연구를 세계 수준으로 끌어올렸다. 연구, 교육, 과학행정에서 그의 헌신과 공로는 정부와 국내외 학술단체에서 인정받아 1979년에 국민훈장 모란장, 1982년에 대한민국 과학기술상 대통령상, 2000년에 국민훈장 무궁화장을 받았다. 1981년 8월 대한민국 학술원 자연 제1분과 회원으로 선출되었으며, 국제적으로는 1975년에 미국광학회 석학회원으로 선출되었고 2007년에는 "40년 이상 연구와 교육을 통해 대한민국 광과학과 광공학을 개척한 공로"로 미국광학회의 'Esther Hoffman Beller Medal'을 받았다. 또한 2014년부터는 미국광학회와 한국광학회가 그의 업적을 기려 ‘이상수 상’을 공동 제정하고 격년으로 광학 발전에 기여한 사람에게 수여하고 있다. (2014년 첫번째 수상자로 아르헨티나의 마리오 가라바그리아 교수를 선정하였다.)

### 대한민국 과학기술유공자 선정
신명 이상수 교수는 광학 연구자, 교육자, 그리고 과학행정 및 조직가로서의 폭넓은 활동을 보여주었다. 이를 통해 과학기술 불모지나 다름없던 1960년대부터 2000년대에 이르기까지 대한민국 과학 연구와 산업 발전, 특히 첨단 연구와 산업에 필수적인 레이저와 광학 분야에 크게 기여하였다. 대한민국 정부는 이 업적을 기려 이상수 교수를 2019년 과학기술유공자 자연분야에 선정하였다.

## 상훈
- 1982년 : 대한민국 과학기술상 대통령상
- 1982년 : 대한민국 훈장 국민훈장 모란장
- 1992년 : 한국물리학회 성봉상
- 2000년 : 인촌상
- 2000년 : 대한민국 훈장 국민훈장 무궁화장
- 2006년 : 미국광학회 에스더 호프만 벨러 메달(Esther Hoffman Beller Medal)[8]
- 2019년 : 대한민국 과학기술유공자 선정

## 참고자료
대한민국 과학기술정보통신부 홈페이지  보관됨 2020-09-27 - 웨이백 머신
(영어) “In memoriam: Sang Soo Lee”. 국제광공학회. 2010년 5월 10일. - 부고기사